# ТЕС Умм-аль-Нар
24°26′13″ пн. ш. 54°28′55″ зх. д. / 24.43694° пн. ш. 54.48194° зх. д.
ТЕС Умм-аль-Нар — теплова електростанція у місті Абу-Дабі (столиця однойменного емірату зі складу Об'єднаних Арабських Еміратів) на острові Умм-аль-Нар.
У 1979—1980 роках почав роботу майданчик Умм-аль-Нар-Схід, котрий обладнали двома газовими турбінами швейцарської компанії Brown Boveri and Cie GT13D потужністю по 70 МВт (їх номінальний показник становив 91 МВт, проте в умовах високої температури навколишнього середовища газові турбіни втрачають суттєву частину потужності). Відпрацьовані ними гарячі гази надходили до двох котлів-утилізаторів, проте це було зроблене не з метою створення комбінованого парогазового циклу по виробництву електроенергії, а задля живлення установок опріснення води).
У 1981 році стала до ладу друга частина комплексу, відома як Умм-аль-Нар-Захід. Вона мала шість класичних парових турбін Skoda потужністю по 60 МВт, котрі живились від котлів виробництва Deutsche Babcock. У цьому випадку залишкове тепло також використовувалось для роботи опріснювальних установок.
У 1986 році Умм-аль-Нар-Захід підсилили за рахунок ще двох парових турбін Skoda потужністю по 160 МВт.
Нарешті, кожен майданчик ТЕС отримав по дві турбіни потужністю по 65 МВт, постачені італійськими виробниками — на Умм-аль-Нар-Схід це були дві газові турбіни від компанії Fiat, а для Умм-аль-Нар-Захід призначили дві парові від Franco Tosi.
На початку 2000-х станцію приватизували та передали під контроль компанії Arabian Power Company (APC), учасниками якої є місцева енергетична агенція ADWEA (60 %) і японські Tokyo Electric Power Company та Mitsui. За умовами цієї угоди на майданчику належало спорудити новий парогазовий блок (Умм-аль-Нар В) потужністю 1550 МВт, котрий став до ладу у 2007 році. Він має п'ять газових турбін потужністю по 218 МВт, які через відповідну кількість котлів-утилізаторів живлять дві парові турбіни з показниками по 308 МВт.
На момент запуску парогазового блоку у складі станції компанії APC також перебувала більша частина обладнання старих черг, за виключенням італійських турбін. При цьому потужність двох турбін Умм-аль-Нар-Схід номінувалась на рівні 118 МВт, тоді як загальний показник Умм-аль-Нар-Захід визначали як 660 МВт (6 турбін по 60 МВт і 2 турбіни по 150 МВт). Первісно планувалося демобілізувати ці об'єкти у 2008 році, проте потім цей строк у два етапи зсунули на 2012-й.
Як паливо ТЕС споживає природний газ, поданий до Абу-Дабі по трубопроводу від газопереробного комплексу Хабшан.
Зв'язок станції з енергосистемою відбувається по ЛЕП, розрахованим на роботу під напругою 400 кВ та 132 кВ.

## Опріснення води
Станом на 1989 рік на майданчику працювало 16 ліній опріснення загальною продуктивністю 350 млн літрів на добу.
У середині 2000-х років продуктивність обладнання Умм-аль-Нар-Захід та Умм-аль-Нар-Схід визначали на рівні 405 млн літрів на добу, при цьому після проходження літнього піку споживання 2006 року вивели з експлуатації частину обладнання добовою потужністю 177 млн літрів. Інші опріснювальні установки старих черг мали демобілізувати до кінця 2010-х.
Виробництво прісної води продовжується на Умм-аль-Нар В, котра має загальну продуктивність у 432 млн літрів на добу. При цьому 400 млн літрів виробляється з використанням технології багатостадійного випаровування, а залишок припадає на метод Multi Effect Desalination (MED).